# Neleucania gracillima
Neleucania gracillima là một loài bướm đêm trong họ Noctuidae.